# Красница (остановочный пункт)
Красница — закрытый остановочный железнодорожный пункт Юго-Западной железной дороги на линии Чернигов—Овруч, расположенный в упразднённом селе Толстый Лес. Станция названа по названию сёл Новая Красница и Старая Красница.

## История
Остановочный пункт был открыт в 1978 году на действующей ж/д линии Чернигов—Овруч. По состоянию местности на 1986 год: на топографической карте лист М-35-024 остановочный пункт обозначен. Закрыт после Аварии на ЧАЭС 1986 года.

## Общие сведения
Станция была представлена одной боковой платформой. Имеет 1 путь.

## Пассажирское сообщение
Станция закрыта.